# Something's Coming: The BBC Recordings 1969-1970
Something's Coming: The BBC Recordings 1969-1970 è un album degli Yes pubblicato nel 1997.

## Il disco
L'album che raccoglie alcune registrazioni dal vivo che risalgono ai primi anni della storia del gruppo (1969-1970). Le registrazioni furono effettuate durante esibizioni per la BBC, la radio tedesca e la radio francese; la qualità del suono, come ci si potrebbe aspettare, non è delle migliori, e l'album ha un valore prevalentemente storico. La pubblicazione di Something's Coming fu curata da Peter Banks, chitarrista del gruppo all'epoca delle registrazioni, e affidata a etichette discografiche minori, specializzate in pubblicazione di materiale inedito e retrospettive (la Purple Pyramid, per esempio, pubblicò in seguito la raccolta di lavori giovanili di Steve Howe Mothballs). La maggior parte dei brani di Something's Coming sono tratti dai primi due album degli Yes, Yes e Time and a Word; ma vi si trovano anche due brani inediti o quasi, Dear Father e For Everyone. Dear Father era il lato B del singolo Time and a Word, e apparve anche sull'LP Time and a Word nella sola versione tedesca, al posto di The Prophet, presente in tutte le altre edizioni dell'album (incluse tutte quelle su CD). For Everyone di Chris Squire è invece assolutamente inedita; in questo pezzo è facile riconoscere un embrione di Starship Trooper, uno dei classici degli Yes, pubblicato due anni dopo sull'album The Yes Album.

## Tracce

### Disco 1
1. Something's Coming
2. Everydays
3. Sweetness
4. Dear Father
5. Every Little Thing
6. Looking Around
7. Sweet Dreams
8. Then
9. No Opportunity Necessary, No Experience Needed

Tracce 1-5: "Top Gear" (trasmissione della BBC) del 12 gennaio 1969; traccia 6: "Dave Symonds Show" (BBC) del 4 agosto 1969; tracce 7-8: "Dave Lee Travis Show" (BBC) del 19 gennaio 1970; traccia 9: trasmissione di una radio tedesca.

### Disco 2
1. Astral Traveller
2. Then
3. Every Little Thing
4. Everydays
5. For Everyone
6. Sweetness
7. Something's Coming
8. Sweet Dreams
9. Beyond and Before

Tracce 1-5: "Sunday Show" (BBC) del 17 marzo 1970; traccia 6: "Johnny Walker" (BBC) del 14 giugno 1969; tracce 7-8: "Top Gear" del 23 febbraio 1969; traccia 9 da una trasmissione di una radio francese.

## Formazione
- Jon Anderson - voce
- Chris Squire - basso
- Bill Bruford - batteria
- Peter Banks - chitarra
- Tony Kaye - tastiere